# Demokratická koalice
Demokratická koalice, zkráceně DK, maďarsky Demokratikus Koalíció, je levicová politická strana v Maďarsku, která vznikla roku 2011 odštěpením z postkomunistické Maďarské socialistické strany. Předsedou strany je kontroverzní expremiér Ferenc Gyurcsány, kadidátkou na premiéra v primárkách 2021 a lídryní ve volbách do EP 2024 je jeho manželka Klára Dobrev.

## Historie
Strana vznikla pod názvem Demokrata Párt (Demokratická strana) v únoru 2011 vystoupením části členů MSZP z XVII. obvodu hlavního města Budapešti. Předsedou byl István Takács.
V rámci Maďarské socialistické strany vznikla 22. října 2010 platforma pod vedením bývalého premiéra Ference Gyurcsánye. O rok později 22. října 2011 vznikla samostatná strana s názvem Demokratikus Koalíció (Demokratická koalice), jejímiž členy se stalo 10 poslanců zvolených v parlamentních volbách 2010 za MSZP.
Pro parlamentní volby 2014 se Demokratická koalice rozhodla uzavřít volební alianci Összefogás spolu s dalšími levicovými a zelenými stranami. Na základě výsledků voleb a přepočtu mandátů, získala DK čtyři poslanecké mandáty.
Ve volbách do Evropského parlamentu v téže roce, kandidovala strana sama, přičemž lídrem kandidátky byl Ferenc Gyurcsány. Strana získala ve volbách dva europoslance. Zvoleni byli Ferenc Gyurcsány a Csaba Molnár. První jmenovaný však po oznámení výsledků svůj mandát přenechal Péteru Niedermüllerovi, který kandidoval na třetím místě.
V parlamentních volbách 2018 strana získala 5,38% a 9 mandátů v parlamentu. Roku 2020 se DK stala členkou široké levicově–zelené koalice Společně pro Maďarsko, mimo jiné společně s nacionalistickým Hnutím za lepší Maďarsko (Jobbik), která měla za cíl porazit v parlamentních volbách 2022 pravicovou koalici Fidesz–KDNP premiéra Viktora Orbána. Utrpěla však další z řady volebních porážek, získala sice 15 mandátů, ale i nadále zůstává v opozici.

## Kritika
Dne 20. února 2024 zveřejnil maďarský Státní kontrolní úřad (Állami Számvevőszék) dílčí výsledek auditu financování kampaní politických stran před parlamentními volbami 2022. V rámci této kontroly vyplývající ze zákonné povinnosti úřadu bylo zjištěno, že šest politických stran, které uzavřely alianci Společně pro Maďarsko, účelově obešely zákonné požadavky týkající se financování jejich společné kampaně, omezení výše nákladů na kampaň a vyúčtování kampaně. Strany využily více než 4 miliardy forintů, které získaly od zahraničních sponzorů, čímž vědomě porušily volební zákon. Vlivný poradce Demokratické strany USA Eric Koch doznal, že část finančních prostředků, které koalice získala od organizace 
Action for Democracy ovládané Dávidem Korányiem, poradcem budapešťského primátora Gergelye Karácsonye, daroval George Soros. Státní kontrolní úřad uložil těmto šesti stranám pokutu v celkové výši 261 milionů forintů. Zaroveň se obrátil na Národní daňový a celní úřad (Nemzeti Adó- és Vámhivatal), který zahájil vlastní nezávislé vyšetřování původu sponzorských darů.

## Stranický aparát

### Předseda
- Ferenc Gyurcsány (od 22. října 2011)

### Poslanci Zemského sněmu
- Poslanci Zemského sněmu (2014–2018): Ferenc Gyurcsány, Csaba Molnár/László Varju, Lajos Oláh, Ágnes Vadai.
- Poslanci Zemského sněmu (2018–2022): Gergely Arató, Anett Bősz (členka MLP), Zsolt Gréczy/Zoltán Varga, Ferenc Gyurcsány (předseda parlamentní frakce), László Hajdu, Imre László, Lajos Oláh, László Sebián-Petrovszki, Ágnes Vadai, László Varju.
- Poslanci Zemského sněmu (2022–2026): Gergely Arató, Balázs Barkóczi, Ferenc Dávid, Zsolt Gréczy, Erzsébet Gy. Németh, Ferenc Gyurcsány (předseda parlamentní frakce), Andrea Hegedüs, Olga Kálmán, Zoltán Komáromi, László Kordás/Judit Ráczné Földi, Lajos Oláh, László Sebián-Petrovszki, Ágnes Vadai, László Varju, Zoltán Varga.

### Poslanci Evropského parlamentu
- Poslanci osmého EP (2014–2019): Csaba Molnár, Péter Niedermüller.
- Poslanci deváteho EP (2019–2024): Klára Dobrev, Csaba Molnár, Sándor Rónai, Attila Ara-Kovács.
- Poslanci desátého EP (2024–2029): Klára Dobrev, Csaba Molnár.

## Volební výsledky

### Volby do Zemského sněmu
| Volby | Celostátní kandidátní listina (90) | Celostátní kandidátní listina (90) | OEVK (109) | OEVK (109) | Mandáty | Mandáty | Status  |
| Volby | Hlasy                              | %                                  | Hlasy      | %          | Počet   | %       | Status  |
| ----- | ---------------------------------- | ---------------------------------- | ---------- | ---------- | ------- | ------- | ------- |
| 20141 | 1 290 806                          | 25,57                              | 1 317 879  | 26,85      | 4/199   | 2       | Opozice |
| 2018  | 308 161                            | 5,38                               | 348 176    | 6,33       | 9/199   | 4,52    | Opozice |
| 20222 | 1 947 331                          | 34,44                              | 1 983 708  | 36,90      | 15/199  | 7,54    | Opozice |

1: DK kandidovala v rámci levicové koalice Összefogás (DK–E14–MLP–MSZP–PM).

2: DK kandidovala v rámci široké levicově–zelené koalice Společně pro Maďarsko (DK–Jobbik–LMP–Momentum–MSZP–Párbeszéd).

### Volby do Evropského parlamentu
| Volby | Počet hlasů | Hlasy v % | Počet mandátů | Politická skupina EP | Evropská strana |
| ----- | ----------- | --------- | ------------- | -------------------- | --------------- |
| 2014  | 226 086     | 9,75      | 2/21          | S & D                | —               |
| 2019  | 555 258     | 16,19     | 4/21          | S & D                | PES             |
| 2024  | 367 162     | 8,03      | 2/21          | S & D                | PES             |